# Arba erlangeri
Arba erlangeri là một loài bọ cánh cứng trong họ Cerambycidae.